# Alloeochaete geniculata
Alloeochaete geniculata là một loài thực vật có hoa trong họ Hòa thảo. Loài này được Kabuye mô tả khoa học đầu tiên năm 1975.